# Beelitz
Beelitz est une ville de l'arrondissement de Potsdam-Mittelmark, dans le Land de Brandebourg en Allemagne. La commune située au sud-ouest de Berlin est bien connue pour la culture des asperges blanches.

## Géographie
La ville se situe au bord de la vallée proglaciaire de Głogów-Baruth au nord-est du Flamain. La cité de Beelitz est membre de l'« association des villes à centre historique ». Un musée est consacré à la culture locale des asperges. 

### Quartiers
En plus du centre-ville, le territoire communal comprend 18 localités :
| - Buchholz - Busendorf - Elsholz - Fichtenwalde - Reesdorf - Rieben | - Salzbrunn - Schäpe - Schlunkendorf - Wittbrietzen - Zauchwitz |

Le vaste ensemble qui abrita le sanatorium de Beelitz-Heilstätten, classé monument historique, a servi de lieu de tournage pour de nombreuses productions cinématographiques dont le film Le Pianiste, le clip Mein Herz brennt de Rammstein et le film Walkyrie.

## Démographie
- Développement de la population dans les limites actuelles. -- Ligne bleue: Population; Ligne pointillé: Comparaison avec le développement de Brandebourg -- Fond gris: Période du régime nazie; Fond rouge: Période du régime communiste
- Évolution recente (ligne bleue) et prévisions sur l'effectif de résidents

| Année | Population |
| ----- | ---------- |
| 1875  | 6 427      |
| 1890  | 6 865      |
| 1910  | 8 900      |
| 1925  | 9 126      |
| 1933  | 9 279      |
| 1939  | 10 167     |
| 1946  | 11 944     |
| 1950  | 11 788     |
| 1964  | 9 918      |
| 1971  | 9 764      |

| Année | Population |
| ----- | ---------- |
| 1981  | 8 901      |
| 1985  | 9 593      |
| 1989  | 9 970      |
| 1990  | 9 826      |
| 1991  | 9 763      |
| 1992  | 9 721      |
| 1993  | 9 813      |
| 1994  | 9 938      |
| 1995  | 10 350     |
| 1996  | 10 864     |

| Année | Population |
| ----- | ---------- |
| 1997  | 11 208     |
| 1998  | 11 768     |
| 1999  | 11 979     |
| 2000  | 12 219     |
| 2001  | 12 258     |
| 2002  | 12 318     |
| 2003  | 12 399     |
| 2004  | 12 376     |
| 2005  | 12 318     |
| 2006  | 12 265     |

| Année | Population |
| ----- | ---------- |
| 2007  | 12 148     |
| 2008  | 11 963     |
| 2009  | 11 980     |
| 2010  | 11 900     |
| 2011  | 11 658     |
| 2012  | 11 684     |
| 2013  | 11 889     |
| 2014  | 11 898     |
| 2015  | 12 121     |
| 2016  | 12 166     |

| Année | Population |
| ----- | ---------- |
| 2017  | 12 175     |
| 2018  | 12 448     |
| 2019  | 12 652     |
| 2020  | 12 818     |

Les sources de données se trouvent en détail dans les Wikimedia Commons.

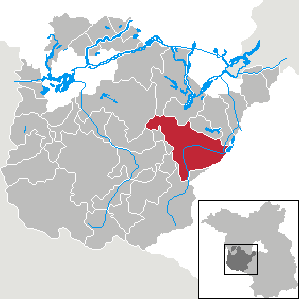
Localisation de Beelitz dans l'arrondissement de Potsdam-Mittelmark

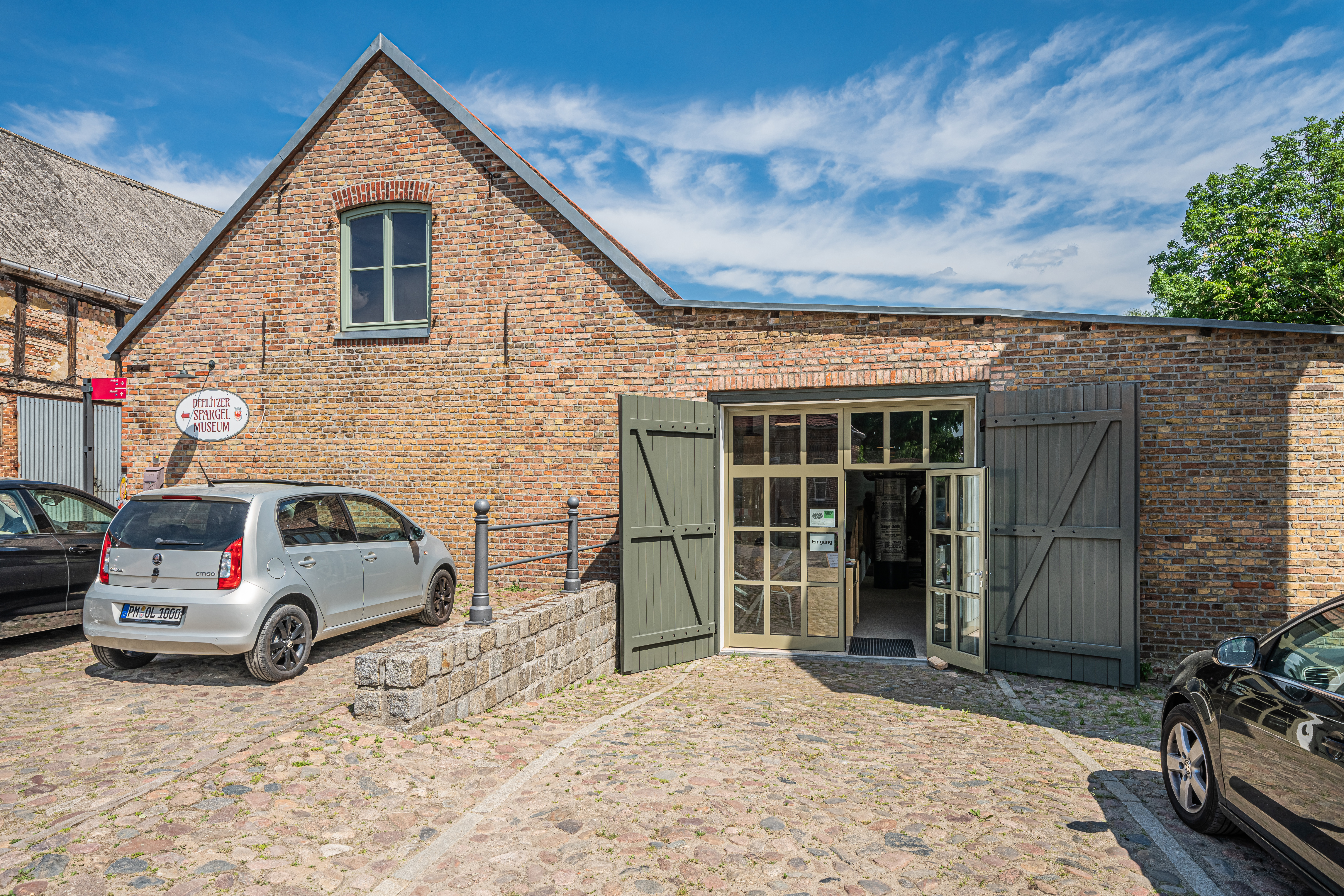
Musée des asperges de Beelitz.

## Personnalités nées à Beelitz
- Joachim Frédéric Kirstein (1701-1770), orfèvre strasbourgeois.